# Abrams Battle Tank
Abrams Battle Tank es un videojuego desarrollado por Dynamix y distribuido por Electronic Arts en 1988 para MS-DOS. Diseñado por Damon Slye, el juego es una simulación de vehículos 3D del tanque M1 Abrams. El port de Sega Genesis de 1991 hecho por Realtime Games Software fue renombrado M-1 Abrams Battle Tank.

## Jugabilidad
La simulación representa las cuatro posiciones de la tripulación, y las misiones son de tipo arcade con una secuencia fija de acciones para realizar. Las reseñas fueron mixtas; muchos disfrutaron del «factor diversión» introducido por la falta de realismo, mientras que otros lo criticaron por la misma razón.

## Ports
El port de MS-DOS a Genesis fue realizado por Realtime Games Software en el Reino Unido utilizando su propio motor 3D que había sido utilizado previamente en Carrier Command, con algunos ajustes para adaptarlo a la Genesis y las necesidades del tanque.

## Recepción
En 1989, Dragon le dio a la versión de MS-DOS del juego 3 de 5 estrellas. Computer Gaming World le dio al juego dos estrellas y media de cinco, afirmando que Abrams Battle Tank fue un buen juego pero una mala simulación. La revista citó los resúmenes del oficial al mando, donde, en cierto punto, se amenazaba con la ejecución en caso de fracasar, como poco profesional y ofensivo para el personal militar. En una encuesta de juegos de guerra de 1994, la revista le dio al título dos de cinco estrellas, afirmando que los juegos más nuevos lo habían superado, y criticando la simulación de un tanque individual en lugar de un escuadrón. Compute! estuvo de acuerdo en que el juego no fue muy realista, pero aconsejaron a los jugadores que «acepten al juego como una simulación tácticamente compleja y gráficamente excelente».
En 1994, PC Gamer US declaró al Abrams Battle Tank como el 50.º mejor juego de computadora de la historia.

## Reseñas
- Games-X (27 de junio de 1991)[7]
- Raze (octubre de 1991)[8]
- The One (julio de 1989)[9]
- ACE (Advanced Computer Entertainment) (julio de 1989)[10]
- ASM (Aktueller Software Markt) (julio de 1989)[11]
- Video Games (septiembre de 1991)[12]
- The Games Machine (junio de 1989)[13]
- Power Play (mayo de 1989)[14]
- Jeux & Stratégie #59[15]